# Aprem Mooken

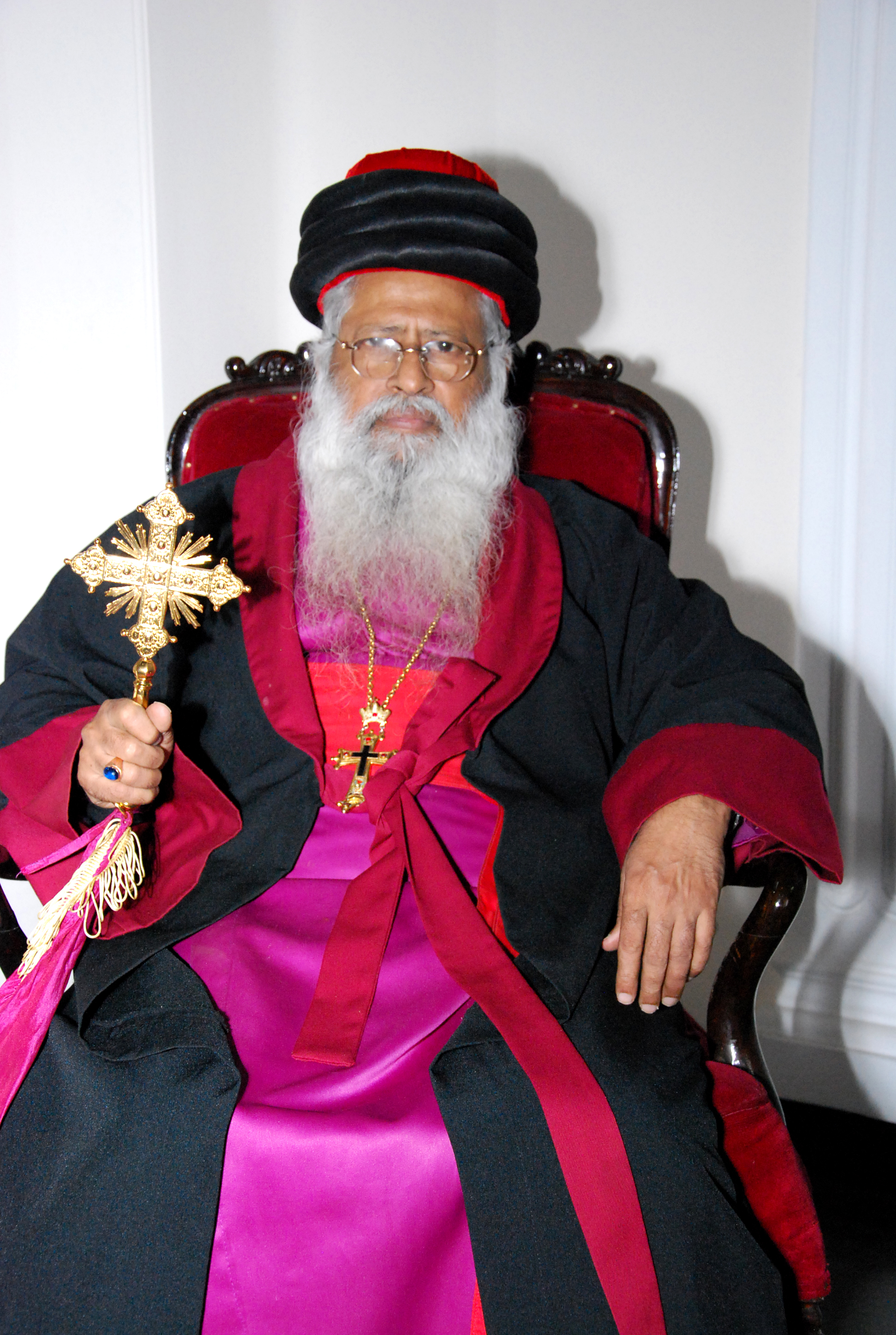
Aprem Mooken

Mar Aprem Mooken (* 13. Juni 1940 in Thrissur, Kerala als George Davis Mooken; † 7. Juli 2025 ebenda) war seit 1968 der amtierende Metropolit von Indien der Apostolischen Kirche des Ostens mit Hauptsitz in Thrissur. Von 1976 bis 1982 war er Präsident der Church History Association of India sowie Mitglied des National Board der CASA (Church’s Auxiliary for Social Action) seit ihrer Gründung 1976 in Neu-Delhi. Er war als wichtiger Initiator in mehreren religiösen und sozialen Organisationen in ganz Indien aktiv.

## Leben
George Davis Mooken war das vierte von zehn Kindern der Familie Mooken, die von den Familienstämmen Devassy und Kochu Mariyam abstammen. Seit seiner Sonntagsschulzeit engagierte er sich in der Kirche. Nach seiner Schulzeit an der Bethel Nursery School im Stadtviertel Mission Quarters in Thrissur besuchte er die CMS Boys Parish School und wechselte 1949 zur Chaldean Syrian School. Nach Abschluss der High-School-Prüfung studierte er ab 1955 am St. Thomas College in Trichur. Er war im letzten Jahrgang des Intermediate Course der University of Madras  am St. Thomas College.
Nach bestandenem Zwischenexamen trat er 1957 dem Leonard Theological College in Jabalpur, Madhya Pradesh, bei. Mit nur 21 Jahren, unmittelbar nach seinem vierjährigen Bachelor-Studium an dem Serampore College in Jabalpur, ging er mit einem Stipendium des Ökumenischen Rates der Kirchen (Weltkirchenrat) an das anglikanische St. Boniface College in Warminster, England. Nach einem einjährigen Aufbaustudium am St. Boniface College und dem abschließenden vierten Studienjahr am King’s College London der University of London absolvierte er 1962 Studienkurse am anglikanischen St. Augustine’s College in Canterbury sowie am Ökumenischen Institut Bossey, Schweiz. Er erwarb zwei Master-Abschlüsse in Kirchengeschichte, einen vom United Theological College in Bengaluru (M.Th. in Serampore, 1966) und einen vom Union Theological Seminary in the City of New York (S.T.M.-Abschluss 1967). Er war Doktorand der Theologie (Th. D.) am Princeton Theological Seminary in den USA. 1976 erwarb er seinen D.Th.-Abschluss an der Serampore University bei Kalkutta.
Am 25. Juni 1961 wurde er zum Diakon, am 13. Juni 1965 zum Priester geweiht. Am 21. September 1968 ordinierte ihn Metropolit Thomas Darmo in Bagdad zum Bischof der Chaldäisch-Syrischen Kirche des Ostens und erhob ihn eine Woche später zum Metropoliten. Bei dieser Gelegenheit nahm er den Namen Aprem an (nach Ephräm dem Syrer). Zunächst Bischof der Alten Kirche des Ostens, führte er 1995 seine Gemeinde in die Gemeinschaft mit der Mutterkirche unter Katholikos Mar Dinkha IV. zurück.
Aprem Mooken selbst absolvierte dort ein Ph.D.-Studium. Nach fünf Jahren intensiver Forschung, Reisen und Lektüre in der Lambeth Palace Library in London, der British Library in London, dem Päpstlichen Orientalischen Institut in Rom und der Harvard University in den USA wurde er 2002 an der Mahatma Gandhi University, Kerala promoviert.
Er war aktiver Teilnehmer und Unterstützer der meisten Konferenzen und Symposien des SEERI (St. Ephrem Ecumenical Research Institute) in Kottayam, einem Studienzentrum für syrische Sprache und das syrische Christentum. Aprem Mooken selbst absolvierte dort ein Ph.D.-Studium. Nach fünf Jahren intensiver Forschung, Reisen und Lektüre in der Lambeth Palace Library in London, der British Library in London, dem Päpstlichen Orientalischen Institut in Rom und der Harvard University in den USA wurde er 2002 an der Mahatma Gandhi University, Kerala promoviert. Mooken ist Verfasser zahlreiche Bücher im Fokus Biografien, Autobiografien, Reiseberichte, Kirchengeschichten in Englisch und Malayalam, Übersetzungen folgten in mehreren Sprachen. Er war Co-Vorsitzender des zehnköpfigen Gemeinsamen Ausschusses für den Theologischen Dialog zwischen dem Vatikan und der Assyrischen Kirche.
Aprem Mooken starb am 7. Juli 2025 im Alter von 85 Jahren.